# محوطه و بقایا و ارگ عبدالملکی
محوطه و بقایا و ارگ عبدالملکی مربوط به قرون میانهٔ اسلامی و قاجاریه است و در شهرستان سبزوار، بخش روداب، دهستان کوهمایی، شمال روستای عبدالملکی واقع شده و این اثر در تاریخ ۱۶ اسفند ۱۳۸۴ با شمارهٔ ثبت ۱۴۳۶۵ به‌عنوان یکی از آثار ملی ایران به ثبت رسیده است.